# Sigmoideomyces dispiroides
Sigmoideomyces dispiroides är en svampart som beskrevs av Thaxt. 1891. Sigmoideomyces dispiroides ingår i släktet Sigmoideomyces och familjen Sigmoideomycetaceae.   Inga underarter finns listade i Catalogue of Life.